# Lenita
Lenita is een geslacht van uitgestorven zee-egels uit de familie Scutellinidae. Vertegenwoordigers van dit geslacht zijn slechts als fossiel bekend.

## Soorten
- Lenita israelskyi Grant & Hertlein, 1938 †